# Катавский болид
Ката́вский боли́д (Katavsky bolide; Теплогорский болид) — наблюдавшееся 9 апреля 1941 года явление пролёта болида в Катав-Ивановском районе (Челябинская область), и в районе Тёплая Гора (Пермская область). Один из самых загадочных космических объектов.

## Описание
Жители деревень Минка, Вергаза, Верхняя Лука, Владыкино, рабочего посёлка Усть-Катав и других населённых пунктов в пять часов утра 9 апреля 1941 года стали свидетелями того, как в тёмном небе внезапно появился летящий с большой скоростью огненный шар, сопровождаемый гулом и грохотом, похожим на шум от мчащегося на всех парах паровоза. Как утверждали очевидцы, во время прохождения шара через низкие слои атмосферы наблюдалось отделение от него осколков. На основании свидетельств было сделано предположение о том, что произошло достаточно редкое явление — полёт в атмосфере болида, то есть особо яркого метеора.
В прессе рассказ об этом событии впервые появился 11 апреля, когда в газете «Челябинский рабочий» была опубликована статья собственного корреспондента издания в Катав-Ивановске. В статье сообщалось, что районные организации, предполагая падение метеорита, начали его поиск. Наиболее вероятным местом падения считались северо-западные окраины Катав-Ивановского района и сопредельная часть Салаватского района Башкирии. Вопреки ожиданиям, первая находка была сделана неподалёку от расположенного в двадцати километрах западнее Катава села Орловка. Исполком местного райсовета был проинформирован о том, что обнаружен налёт клейкой массы кроваво-красного цвета, шириной в восемь метров, которая тянется свыше километра и уходит в лес. На место предполагаемого падения метеорита был отправлен работник, который собрал образцы вещества, состоящего из мелких частиц. Особо отмечалось, что за день цвет вещества изменился на серый, и под слоем налёта произошло таяние снега.
Наблюдение болида случилось в то время, когда метеориты вызывали особый интерес не только учёных, но и, например, военных, артиллеристов, радистов, метеорологов, авиаконструкторов. Помимо источника образцов вещества внеземного происхождения эти объекты являлись носителями информации о стратосфере, верхние слои которой всё ещё не были доступны летательным аппаратам. Знания о метеоритах популяризировались среди населения, была образована сеть корреспондентов-наблюдателей при музеях, астрономических кружках, планетариях и клубах. Любители периодически присылали информацию о своих наблюдениях в научные учреждения. О произошедшем в Катав-Ивановском районе был информирован Комитет по метеоритам АН СССР. Его председатель, академик В. И. Вернадский, прислал телеграмму:

9 апреля утром жители Катав-Ивановска наблюдали яркий болид, сопровождавшийся сильным освещением местности, гулом и сотрясением воздуха. По-видимому, это явление закончилось выпадением метеорита. Поэтому Комитет по метеоритам Академии наук СССР просит всех очевидцев этого явления сообщить ему по адресу: Москва, 17, Старомонетный переулок, 35, ком. 83 все замеченные ими подробности явления. Особенно важно указать, в какой стороне наблюдалось освещение, и был слышен гул, и, если наблюдался полёт болида (огненного шара), то — направление его полёта. Эти сведения помогут определить место, где упал метеорит. В случае же, если метеорит уже найден, необходимо тщательно сохранить все его осколки и немедленно сообщить об этом Комитету. На место находки метеорита выедет научный сотрудник Комитета, а нашедшему метеорит будет выдана денежная премия.
Поиски следов метеорита продолжались по всему району, особое внимание было уделено направлению Катав-Ивановск — Великая Лука. Наконец, 27 мая «Челябинский рабочий» опубликовал информацию о том, что в 2 км от села Тюбеляс колхозником Хрущёвым была найдена яма глубиной 1,5 м, которой якобы в том месте раньше не было. В яме и вокруг неё обнаружены серо-бурые обломки из неизвестной материи, по виду напоминающие куски шлака. В газете сообщалось, что обломки были переданы в лабораторию Катавского завода для анализа, а на место находки отправляется секретарь райсовета Семьянинов.
Местность, где находится Тюбеляс, расположена значительно восточнее предполагаемой траектории Катавского болида. Объяснить то, что находка была совершена именно под Тюбелясом, можно взрывом болида в воздухе, в результате чего обломки должны были разлететься в разные стороны. Точные ответы касательно Катавского болида могла бы дать научная экспертиза, однако начавшаяся война задвинула все исследовательские планы в долгий ящик. Результаты же анализа вещества, найденного около села Орловка, так и остались неизвестными.